# سلطان النیادی
سلطان النیادی (عربی: سلطان النيادي، زاده ۲۳ مه ۱۹۸۱) یک فضانورد اماراتی و یکی از دو فضانورد اول امارات متحده عربی به همراه هزاع المنصوری است.

## کودکی و تحصیلات
سلطان النیادی در منطقهٔ دور افتاده‌ای به نام ام غافه خارج از العین به دنیا آمد. او کودکی خود را در خانهٔ پدربزرگش سپری کرد. سلطان النیادی برای تحصیل به مدرسهٔ پسرانهٔ ابتدایی ام غافه و همچنین به دبیرستان ام غافه رفت. پدر او در نیروهای مسلح امارات متحده عربی خدمت کرده‌است. او به ورزش رزمی جوجیتسو برزیلی علاقه دارد و از سال ۲۰۱۶ با آغاز تمریناتش را در این رشته آغاز کرده‌است. سلطان النیادی شش فرزند دارد.

## حرفه
سلطان پس از فارغ‌التحصیلی از دبیرستان، به نیروهای مسلح امارات متحده عربی پیوست. او در دانشگاه برایتون در بریتانیا تحصیل کرد و در سال ۲۰۰۴ مدرک لیسانس در رشتهٔ مهندسی الکترونیک و ارتباطات را کسب کرد. پس از انتخاب او به عنوان یکی از اولین دو فضانورد اماراتی، دبرا هامفریس معاون رئیس دانشگاه گفت: «ما به سلطان النیادی به‌عنوان یکی از فارغ‌التحصیلانمان بسیار افتخار می‌کنیم، و تلاش‌های او را به‌عنوان یک فضانورد با علاقه بسیاری دنبال خواهیم کرد.»
سلطان پس از بازگشت به امارات، به مدت یک سال در دانشکدهٔ هوایی خلیفه بن زاید تحصیل کرد. او به‌عنوان مهندس ارتباطات در نیروهای مسلح امارات متحده عربی خدمت کرد.
در سال ۲۰۰۸، او به استرالیا سفر کرد و مدرک کارشناسی ارشد در رشتهٔ امنیت اطلاعات و شبکه‌ها را از دانشگاه گریفیث دریافت کرد؛ سپس در سال ۲۰۱۱ به همین دانشگاه بازگشت و مدرک دکتری خود را در رشته فناوری پیشگیری از نشت داده‌ها به دست آورد.

## حرفه فضانوردی

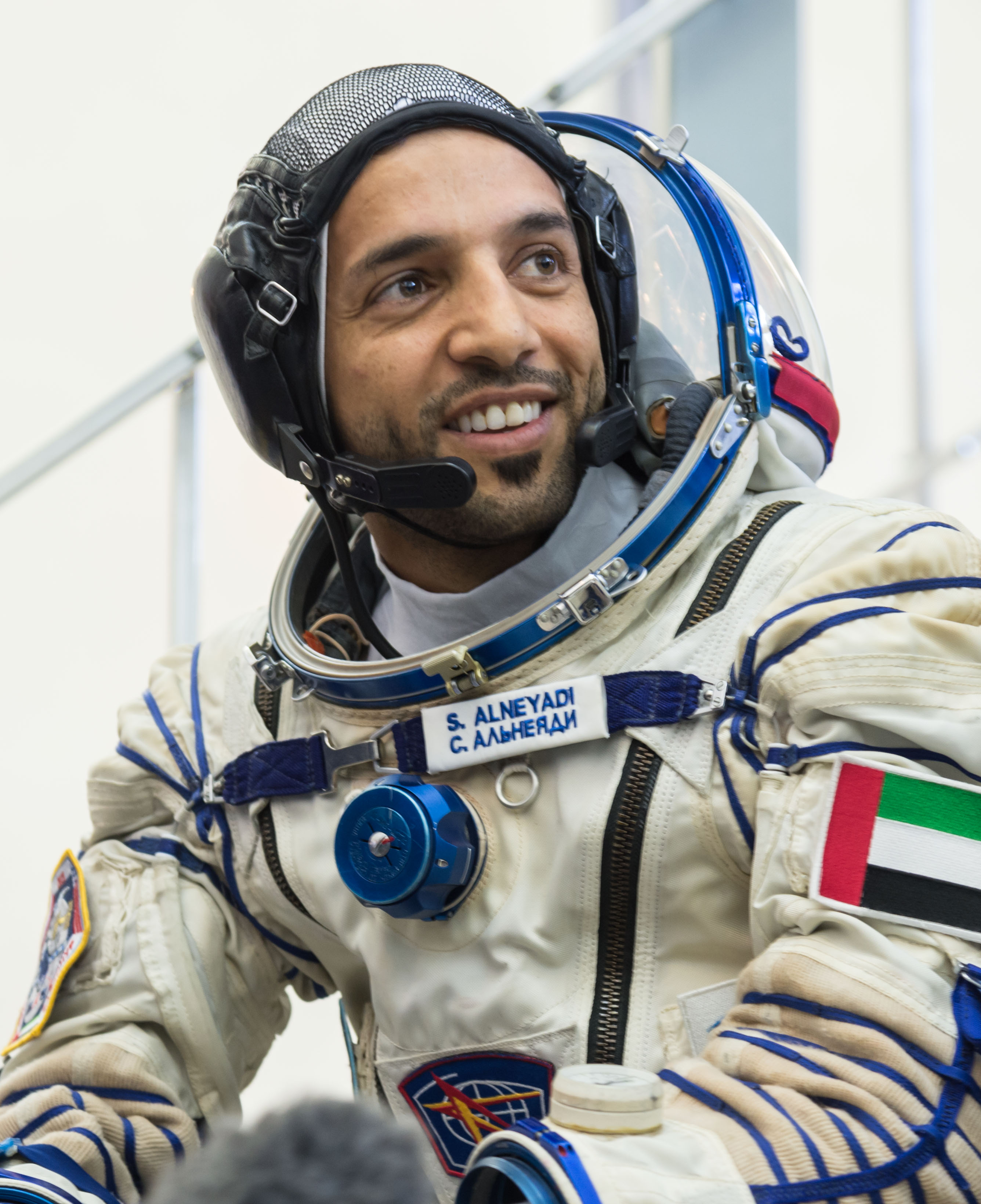
النیادی در جلوی شبیه ساز سفینه سایوز در مرکز تمرین گاگارین- روسیه

النیادی، یکی از دو نفری بود که از میان ۴٬۰۲۲ نامزد برای تبدیل شدن به اولین فضانوردان اماراتی، پس از گذراندن یک سری آزمون‌های روانی و فیزیکی در امارات و روسیه، انتخاب شد. او دورهٔ آموزشی فضانوردی خود را در مرکز فضایی محمد بن راشد در امارات به پایان رساند.
در تاریخ ۳ سپتامبر ۲۰۱۸، محمد بن راشد آل مکتوم، نخست‌وزیر امارات متحده عربی در توییتی نوشت: «امروز اولین فضانوردان خود را به ایستگاه فضایی بین‌المللی معرفی کردیم: هزاع المنصوری و سلطان النیادی. هزاع و سلطان نماینده همه جوانان عرب و نشان دهنده بلند همتی و بزرگی اهداف امارات هستند."
در روزهای بعد اعلام شد که المنصوری به عنوان فردی که اولین مأموریت را به عهده می‌گیرد، انتخاب شده‌است و النیادی به عنوان پشتیبان و جانشین او در نظر گرفته شده‌است. بدین ترتیب المنصوری برای انجام مأموریت و پرواز به فضا به‌عنوان اولین اماراتی آماده شد و النیادی نیز اقدامات لازم برای جایگزینی المنصوری را انجام داد تا در صورتی که هرگونه مشکلی برای المنصوری پیش بیاید که مانع پرواز او شود، النیادی جایگزینش شود. المنصوری در روز ۲۵ سپتامبر ۲۰۱۹ با سفینه فضایی سایوز ام‌اس-۱۵ به مدت حدود هشت روز در ایستگاه فضایی بین‌المللی مأموریت داشت و پس از آن در تاریخ ۳ اکتبر ۲۰۱۹ به زمین بازگشت.
برای حمایت از یک مأموریت شش‌ماهه در ایستگاه فضایی بین‌المللی برای یک عضو از امارات متحده عربی، بین مرکز فضایی محمد بن راشد و روسکوسموس (سازمان فضایی فدرال روسیه) مذاکراتی انجام شد، که در صورت موافقت، اولین مأموریت فضایی بلندمدت در جهان عرب خواهد بود. به نظر می‌رسید النیادی انتخاب منطقی برای این مأموریت باشد. بااین حال، در آوریل سال ۲۰۲۲ اعلام شد که مرکز فضایی محمد بن راشد به جای این اقدام، یک صندلی برای سفر به ایستگاه فضایی بین‌المللی با پرواز خدمه‌ای اسپیس ایکس برای ناسا در مأموریت SpaceX Crew-6 از شرکت آکسیوم اسپیس برای یک فضانورد اماراتی، خریداری کرد. در ماه ژوئیه، النیادی رسماً برای مأموریت SpaceX Crew-6 انتخاب شد و برای اولین بار در مارس ۲۰۲۳ به فضا رسید. در ۲۸ آوریل ۲۰۲۳، النیادی اولین عربی بود که راه‌پیمایی فضایی انجام داد.